# Vogna
Il Vogna (Vejin in walser) è un torrente che scorre in Piemonte (provincia di Vercelli), affluente del Sesia.

## Percorso
Il torrente nasce in Val Vogna, dalla confluenza di due rami sorgentizi:
- La Vogna della Balma: nasce dal Lago della Balma;
- La Vogna di Plaida: nasce dal Lago di Plaida.

Velocissimo attraversa la Valle Vogna, toccando i centri di Peccia e Vogna Bassa, sfociando nel Sesia a Riva Valdobbia